# كارلوتا بريانزا

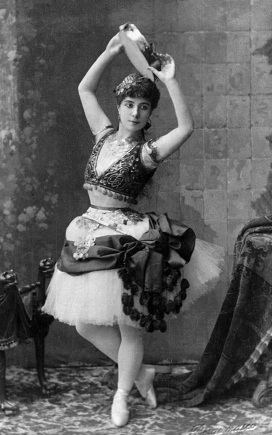
بريانزا في دور ازميرالدا عام 1890

كارلوتا بريانزا (بالإيطالية Carlotta Brianza؛ اسمها الحقيقي: كارولينا أليس بريانزا Carolina Alice Brianza)‏ (1 أبريل 1865 في ميلانو - 25 يونيو 1938 في كليشي) راقصة باليه رئيسية ايطالية، رقصت في مسرح لا سكالا في مدينة ميلانو بإيطاليا، ومن ثم في مسرح مارينسكي في مدينة سان بطرسبورغ في روسيا.

## السيرة الشخصية
ولدت بريانزا في ميلانو، درست في مدرسة لا سكالا للباليه على يد كارلو بلازيس، واصبحت الراقصة الرئيسية في باليه إيكسيلسيور للمؤلف لويجي مازوتي حيث ادت هذا الباليه في رحلتها إلى الولايات المتحدة عام 1883 وسانت بطرسبورغ 1887. وبفضل شعبيتها هناك أسند لها مسرح مارينسكي الدور الرئيسي في باليه تيوليب هارلم لترقص أمام انريكو شيكيتي عام 1889.
في 15 يناير 1890 أدت دور الاميرة أورورا في العرض الأول لباليه الجمال النائم من تصميم ماريوس بتيبا. وقد واصلت مهنتها كراقصة باليه رئيسية في مسارح فيينا وإيطاليا وباريس ولندن قبل ان تعود إلى باريس حيث بدأت بتعليم الرقص حتى تقاعدها.
في عام 1921 أخرجها سيرغي دياغاليف مدير فرقة الباليه روس من تقاعدها لترقص في باليه الجمال النائم. توفيت بريانزا في كليشي عام 1938.

## أبرز العروض التي أدتها
من أشهر العروض التي أدتها بريانزا:
- حوالي العام 1883 ظهورها على المسرح لأول مرة في باليه إيكسيلسيور على مسرح لا سكالا ميلانو.
- 1883 كانت واحدة من خمسة نجمات رقصن في مسرح باليه إيكسيلسيور في نيويورك.
- 1886 أدت دور أورورا في باليه الجمال النائم من تصميم جيورجيو ساراكو على مسرح لاسكالا في ميلانو.
- 1887 أدت دور روح الضوء لباليه إيكسيلسيور على مسرح اركاديا في سانت يطرسبورغ.
- 1892 أدت دور سيلفيا في باليه سيلفيا على مسرح أركاديا في سانت يطرسبورغ.
- 1895 أدت دور سيلفيا في باليه سيلفيا على مسرح لا سكالا.
- 1921 أدت دور كارابوس في باليه الجمال النائم لصالح فرقة الباليه روس في لندن.

## وصلات خارجية
- Nijinska، Bronislava (1992). Bronislava Nijinska--early Memoirs. Duke University Press. ص. 49–. ISBN:978-0-8223-1295-6. مؤرشف من الأصل في 2020-01-25.
- Wiley، Roland John (1997). The Life and Ballets of Lev Ivanov: Choreographer of The Nutcracker and Swan Lake. Oxford University Press. ص. 110–. ISBN:978-0-19-816567-5. مؤرشف من الأصل في 2020-01-25.